# Denis Kadrić
Denis Kadrić est un joueur d'échecs bosnien né le 12 juin 1995 à Francfort-sur-le-Main.
Au 1er novembre 2019, il est le deuxième joueur bosnien avec un classement Elo de 2 588 points.

## Biographie et carrière
Grand maître international depuis 2015, Kadrić a remporté le championnat de Bosnie-Herzégovine en 2013. Il remporta le tournoi d'échecs de Sarajevo en 2016 (avec 7,5 points sur 9) et finit 1er-3e en 2019 (7 / 9). Il finit 1er-6e du trophée de Belgrade en 2018.
Il a représenté la Bosnie lors de quatre olympiades, marquant plus de la moitié des points à chaque participation : en 2012 (6,5 / 9), 2014 (7 / 11), 2016 (8,5 points sur 11 au deuxième échiquier)  et en 2018 (7 points sur 11 au premier échiquier).
| Année | Lieu   | Résultat      | Ultime adversaire     | Adversaires battus  |
| ----- | ------ | ------------- | --------------------- | ------------------- |
| 2021  | Sotchi | deuxième tour | Yu Yangyi             | Dambasuren Batsuren |
| 2023  | Bakou  | premier tour  | Pablo Salinas Herrera |                     |